# Gota (tipografía)

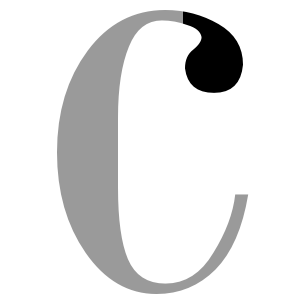
Gota de una C.

En tipografía, la gota o lágrima es el elemento ornamental de una letra o glifo situada en el extremo de un trazo que pose una forma por lo general redonda, a diferencia de un serif lineal o un final rectangular. Como muchos otros elementos tipográficos, tiene su origen en la letra manuscrita (caligrafía) pues es un defecto de escribir con pluma.